# Ropicosybra coomani
Ropicosybra coomani là một loài bọ cánh cứng trong họ Cerambycidae.